# Apple ProDOS
Apple ProDOS ist ein Betriebssystem für Computer der Apple-II-Baureihe. Es wurde in Version 1.0 im Oktober 1983 als Ersatz für Apple DOS 3.3 von Apple Computer herausgegeben, basierte aber stärker auf Apple SOS als auf Apple DOS.

## Geschichte und Technologie
Für BASIC-Programmierer änderte sich im Vergleich zu Apple DOS relativ wenig (einige neue Befehle), auch wenn der innere Aufbau des Systems ein ganz anderer war. Das neue Betriebssystem gab aber nun auch Assemblersprache-Programmierern bessere Entwicklungsmöglichkeiten zur Hand, da es eine einheitliche Einsprungadresse mit allen nötigen Parametern bot – eine Technik, wie sie heute bei allen Betriebssystemen gängig ist. Programmierer, die Assemblersprache verwendeten, konnten sich damit auf einen Standard stützen, statt wie bisher das DOS 3.3 auf nicht dokumentierte Weise zu manipulieren und dabei immer Inkompatibilität mit zukünftigen Versionen zu riskieren. Weiterhin waren eine bessere Interrupt-Behandlung und ein schnellerer Diskettenzugriff gegeben. Die einzige wesentliche Eigenschaft von Apple DOS, die in ProDOS nicht beibehalten wurde, war dessen Unterstützung für das älteste Apple-II-Modell und für die veraltete Integer-BASIC-Programmiersprache dieses Modells; es war also nun mindestens ein Apple II+ bzw. Apple II europlus erforderlich, außer man wollte überhaupt keine BASIC-Programme benutzen. Auch der Arbeitsspeicher-Bedarf von ProDOS war höher; lief DOS schon ab 20 kB RAM, so benötigte ProDOS für Maschinenspracheprogramme 48 kB, für die Nutzung zusammen mit BASIC 64 kB RAM. Ein Speicher von 64 kB war aber 1983 praktisch bei allen noch laufenden Apple-II-Rechnern durch Nachrüstung bereits gegeben.
Abgesehen davon hatte Apple ProDOS ein relativ hochentwickeltes hierarchisches Dateisystem mit Eigenschaften wie multiplen logischen Laufwerken auf einem physischen Laufwerk, Unterstützung von bis zu 20 verschiedenen Dateitypen und 8 gleichzeitig geöffneten Dateien. 140 kB 5¼-Zoll-Disketten wurden weiterhin unterstützt, der Zugriff auf diese war weitaus schneller als mit Apple DOS. Zusätzlich wurden nun auch Festplatten mit bis zu 32 MB je Partition unterstützt. Alle Laufwerke außer den überkommenen 5¼-Zoll-Diskettenstationen enthielten jetzt jeweils einen eigenen, standardisierten Treiber in der Firmware ihrer jeweiligen Adapterkarten, wodurch später ohne weitere Modifikation des ProDOS-Kerns auch verschiedene 3½-Zoll-Diskettenlaufwerke und CD-ROM-Laufwerke unter ProDOS nutzbar wurden.
Als im September 1986 der 16-bittige Apple IIgs herauskam, teilte sich Apple ProDOS in die Zweige Apple ProDOS 8 (für 8-Bit-Mikroprozessoren) und Apple ProDOS 16 (für 16-Bit-Mikroprozessoren). Letzteres ging schon bald in das grafische Betriebssystem GS/OS über.

## Versionen

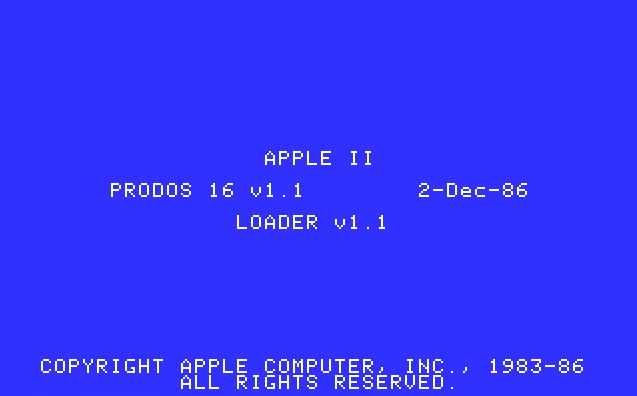
Startbildschirm ProDOS 16 v1.1

Die letzte offizielle Aktualisierung für das Betriebssystem erschien im Jahr 1993, das gleiche Jahr, in dem die Produktion der Apple-II-Reihe endgültig eingestellt wurde. Die Version 2.0.3 verlangt mindestens einen Apple IIc oder einen „enhanced“ Apple IIe, die mitgelieferten Utility-Programme verlangen zudem mindestens 128 kB Speicher. Auf dem Apple II+ und dem nicht-„enhanced“ IIe läuft maximal die Version 1.9.
Am 15. September 2016 veröffentlichte der Entwickler John Brooks ProDOS 8 2.4, welches seit dieser Version auf allen Apple II Computer und Clones lauffähig ist. Zu den wichtigsten Neuerungen zählt „Bitsy Bye“, eine Art Startmenü, mit dem es sich in den Verzeichnissen von Disketten stöbern lässt und auch der Start von Programmen möglich ist. Dazu kommen auch eine Reihe kleinerer Werkzeuge, wie etwa ein BASIC-Compiler namens „MiniBas“ oder ein Tool zum Verschieben von Dateien zwischen Speichermedien.
Das nächste Release 2.4.1 und 2.4.2 umfasste neben Bugfixes auch zusätzliche Tools, z. B. Copy II Plus v8.4, Cat Doctor’s extended utilities und ADT Pro v2.0.2. Letzteres wurde aus Platzgründen im Release 2.4.3 vom 30. Dezember 2023 wieder herausgenommen, dafür wurde eine neue Version 1.7 des ProDOS Basic veröffentlicht.
| PRODOS-Version  | Release Date  |
| --------------- | ------------- |
| ProDOS 1.0      | 1. Aug. 1983  |
| ProDOS 1.0      | 1. Sep. 1983  |
| ProDOS 1.0      | 1. Okt. 1983  |
| ProDOS 1.0      | 1. Nov. 1983  |
| ProDOS 1.0.1    | 1. Jan. 1984  |
| ProDOS 1.0.2    | 15. Feb. 1984 |
| ProDOS 1.1      | 17. Aug. 1984 |
| ProDOS 1.1.1    | 18. Sep. 1984 |
| ProDOS 8 v1.2   | 6. Sep. 1986  |
| ProDOS 8 v1.3   | 2. Dez. 1986  |
| ProDOS 8 v1.4   | 17. Apr. 1987 |
| ProDOS 8 v1.5   | 2. Apr. 1988  |
| ProDOS 8 v1.6   | 14. Juni 1988 |
| ProDOS 8 v1.7   | 8. Aug. 1988  |
| ProDOS 8 v1.8   | 23. Mai 1989  |
| ProDOS 8 v1.9   | 16. Juli 1990 |
| ProDOS 8 v2.0   | 22. Jan. 1992 |
| ProDOS 8 v2.0.1 | 4. März 1992  |
| ProDOS 8 v2.0.2 | 2. Nov. 1992  |
| ProDOS 8 v2.0.3 | 6. Mai 1993   |
| ProDOS 8 v2.4   | 15. Sep. 2016 |
| ProDOS 8 v2.4.1 | 19. Sep. 2016 |
| ProDOS 8 v2.4.2 | 18. Jan. 2018 |
| ProDOS 8 v2.4.3 | 30. Dez. 2023 |

| BASIC.SYSTEM-Version | Release Date  |
| -------------------- | ------------- |
| ProDOS BASIC 1.0     | 1. Sep. 1983  |
| ProDOS BASIC 1.0     | 15. Nov. 1983 |
| ProDOS BASIC 1.1     | 18. Juni 1984 |
| ProDOS BASIC 1.2     | 14. Dez. 1987 |
| ProDOS BASIC 1.3     | 17. Juni 1989 |
| ProDOS BASIC 1.4     | 1. Aug. 1989  |
| ProDOS BASIC 1.4.1   | 17. Juli 1990 |
| ProDOS BASIC 1.5     | 6. Mai 1993   |
| ProDOS BASIC 1.6     | 15. Sep. 2016 |
| ProDOS BASIC 1.7     | 30. Dez. 2023 |

| PRODOS 16-Version | Release Date |
| ----------------- | ------------ |
| ProDOS 16 v1.0    | 6. Sep. 1986 |
| ProDOS 16 v1.1    | 2. Dez. 1986 |